# Jules Repond
Jules Maximes Repond (Friburgo, 11 giugno 1853 – Roma, 11 maggio 1933) è stato un ufficiale svizzero, appartenente alla Guardia Svizzera.

## Biografia
Jules Repond nacque a Friburgo da una famiglia francofona ed all'università della città natale intraprese lo studio della legge laureandosi avvocato nel 1880. Interessatosi ben presto di politica, entrò nel partito liberal-conservatore e venne eletto deputato all'assemblea nazionale svizzera per il Distretto della Gruyère.
Appassionato di alpinismo, nel 1907 divenne presidente del Club Alpino Svizzero.
Nel 1910 entrò in servizio nelle guardie svizzere pontificie divenendo Colonnello comandante dell'intero corpo, puntando subito sul recupero storico del corpo armato. Egli infatti si prodigò personalmente per la reintroduzione dell'uniforme storica cinquecentesca che ridisegnò completamente nel 1914 basandosi su dei progetti di Raffaello (e non come vuole la leggenda di Michelangelo).
Dimessosi dal proprio incarico nel 1921, si ritirò a vita privata nella città natale di Friburgo.